# Piazza Colonna

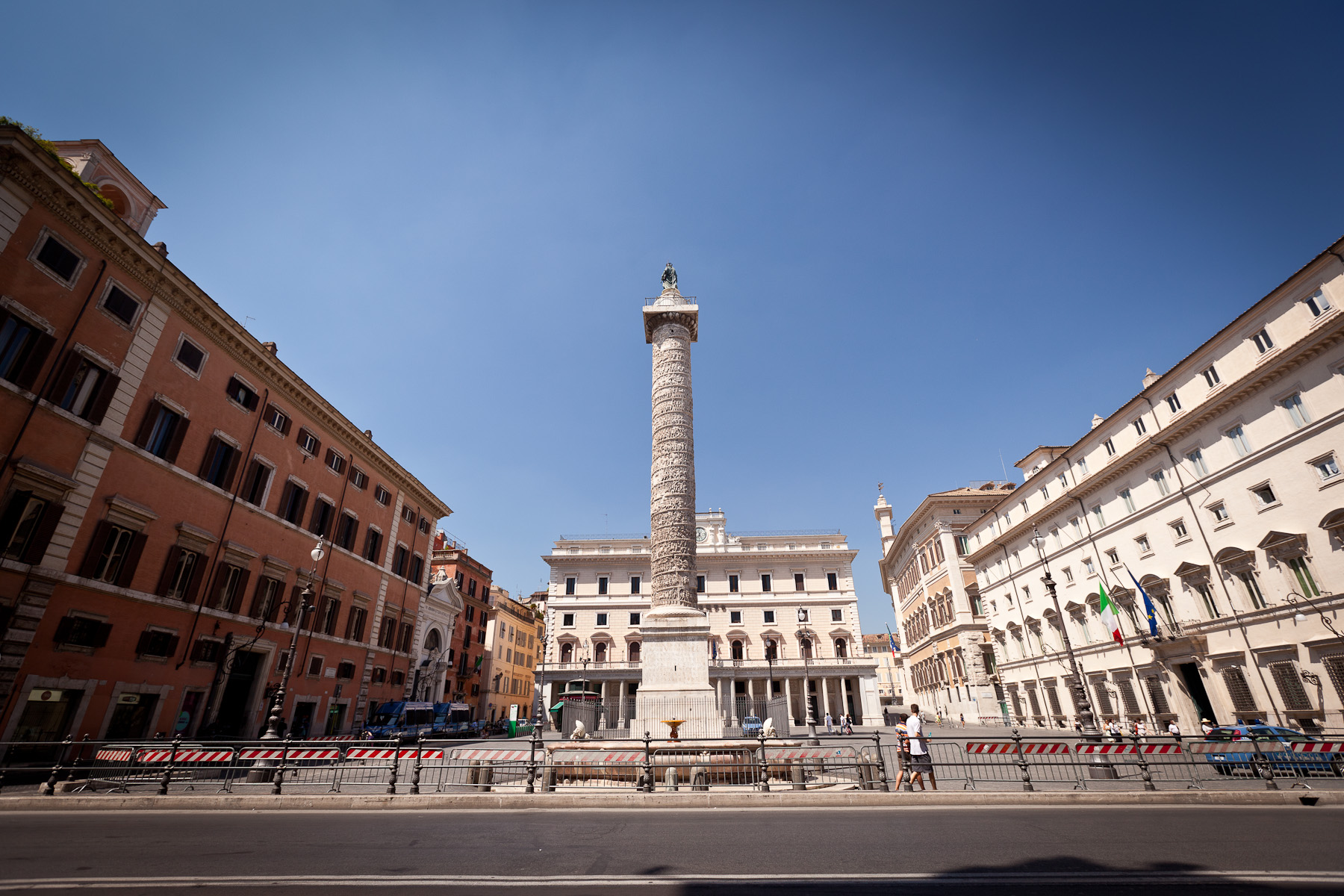
Vista da Piazza Colonna, com a Coluna de Marco Aurélio no centro, o Palazzo Chigi à direita, o Palazzo Wedekind ao fundo e Santi Bartolomeo e Alessandro dei Bergamaschi à esquerda.

Piazza Colonna é uma praça no centro do rione Colonna, no coração histórico de Roma, Itália. Seu nome é uma referência à Coluna de Marco Aurélio, que está no local desde 193 A estátua de bronze de São Paulo no topo da coluna foi colocada ali em 1589 por ordem do papa Sisto V. A Via Lata (atual Via del Corso) atravessa a extremidade leste da praça no sentido norte-sul.

## Visão geral
A praça é retangular. A extremidade norte é ocupada pelo Palazzo Chigi, a antiga embaixada do Império Austro-Húngaro e hoje sede do Governo da Itália. No leste está a Galeria Colonna, uma arcada de lojas do século XIX e, desde 2003, Galeria Alberto Sordi. Do lado sul está a lateral do Palazzo Ferraioli, o antigo edifício dos Correios Papais, e a pequena igreja Santi Bartolomeo e Alessandro dei Bergamaschi (1731–5). Finalmente, no oeste está o Palazzo Wedekind (1838), com sua colunata de antigas colunas romanas de Veios.
A praça é um espaço aberto monumental desde a Antiguidade e onde hoje está o Palazzo Wedekind ficava o antigo Templo de Marco Aurélio.
A fonte que fica na praça (1577) foi encomendada pelo papa Gregório XIII a Giacomo Della Porta, que foi ajudado por Rocco De Rossi. Em 1830, ela foi restaurada e ganhou o par de golfinhos com os rabos entrelaçados, obra de Achille Stocchi, instalados nas duas pontas da longa bacia da fonte. A escultura central foi substituída na época por uma menor e um jato d'água.